# Нестеровський Петро Петрович
Петро́ Петро́вич Нестеро́вський (*10 березня 1914, Варшава — †1998) — український письменник, сценарист. Син етнографа Петра Нестеровського.

## Біографія
Народивсь 10 березня 1914 року у Варшаві в сім'ї вчителя гімназії. Закінчив Київський інженерно-будівельний інститут (1935). Працював виконробом, одночасно вчився у студії при Київському російському драматичному театрі, був літпрацівником (1938–1941). Учасник Другої світової війни. Працював редактором у видавництві «Мистецтво», на Київській кіностудії ім.  Олександра Довженка, Українській Радянській Енциклопедії.
Друкувався з 1936 року. Автор п'єс: «В дорозі», «Гірська балада», кіноповісті «Юність Заньковецької» тощо. За його сценаріями знято науково-популярні фільми: «Леся Українка», «Михайло Коцюбинський» (1958). Нагороджений орденом Червоної Зірки та медалями.
Був членом Спілки письменників України. Помер 1998 року.